# Otmar Nussio
Otmar Nussio (* 23. Oktober 1902 in Grosseto; † 22. Juli 1990 Lugano), von Brusio und Ardez (Graubünden, Schweiz) war ein Schweizer Dirigent und Komponist.

## Leben und Wirken
Otmar Nussio wurde als Sohn von Auslandschweizern in Italien geboren. Sein älterer Bruder Oscar war Kunstmaler und Holzbildhauer. Die Mittelschule besuchte Otmar Nussio in Graubünden an der Evangelischen Mittelschule Schiers. Ab 1920 studierte er am Mailänder Konservatorium, Flöte bei Luigi Longhi (1884–1932), danach studierte er Komposition, Klavier und Orchesterleitung an der Accademia di Santa Cecilia in Rom.
Von 1938 bis 1968 war Nussio Chefdirigent des Orchestra della Svizzera italiana in Lugano. In dieser Zeit freundete er sich mit Komponisten wie Igor Strawinsky, Zoltán Kodály, Darius Milhaud, Benjamin Britten und Paul Hindemith an, deren Werke er zum Teil uraufführte.
Nussio dirigierte zahlreiche Einspielungen und Konzerte mit renommierten Solisten wie Clara Haskil, Váša Příhoda oder David Oistrach, mit letzterem wurden Violinkonzerte von Mozart, Sibelius und Brahms eingespielt. Nussio wurde am 22. Juli 1990 in Lugano von einem Zug überfahren und verstarb.

## Werke (Auswahl)
Für die US-amerikanische Geigerin Guila Bustabo (1916–2002) komponierte Nussio ein Violinkonzert (1959).
Weitere Werke
- Boccaccio-Suite für Orchester
- Chopiniana für Orchester, 1959
- Danza Ticinese für Orchester
- Danze di Majorca für Orchester, 1949
- Folklore d’engadina für Orchester
- Notturno di Valdemosa für Cello (oder Viola) und Orchester
- Notturno di Valdemosa für Cello (oder Viola) und Klavier
- Notturno di Valdemosa für Orchester, 1953
- Suite aus dem Tessin für Orchester
- Variations über eine Arietta von Pergolesi, für Fagott und Streichorchester, 1953
- Tanzlied für Orchester, 1964